# 朱氏園
慈敏孝哲皇后（越南语：／；1625年—1684年12月26日），名朱氏園（越南语：／），越南鄭阮紛爭時期阮主阮福瀕的正室。
朱氏園籍貫與父母不詳，初封為正夫人，生下二子一女：福郡公阮福演、協郡公阮福淳及公女阮氏玉曹。正和五年十一月二十一日（1684年12月26日）去世，壽六十歲。贈為贊國正夫人（越南语：／）。景興五年四月十二日（1744年5月23日），武王阮福濶追贈為慈敏昭聖莊妃（越南语：／），後追加莊烈二字，為慈敏昭聖莊烈莊妃（越南语：／）。
嘉隆五年六月初八日（1806年7月23日），阮福映追尊朱莊妃為慈敏昭聖恭靜莊慎孝哲皇后（越南语：／），葬於永興陵，並安其神主於太祖廟左二室。

## 冊文
嘉隆五年（1806年），皇后冊文：
有繼治之聖君，必有齊家之淑德。兼尊竝貴，禮之正也。欽惟慈敏昭聖莊烈朱莊妃殿下，貞靜令儀，齊莊懿範。乾元合德，坤厚流光。化洽關雎，恩覃樛木。儀型可則，聖善難名。今克集大勳，追懷美業。式稽典禮，仰答休嘉。謹奉金冊，上尊號曰慈敏昭聖恭靜莊愼孝哲皇后。伏惟陟降是皇，光膺顯號。永錫祚胤，悠久無疆。